# Eupithecia somereni
Eupithecia somereni là một loài bướm đêm trong họ Geometridae.